# Helogale parvula
La mangosta enana común (Helogale parvula) es un pequeño carnívoro africano de la familia Herpestidae. Su área de distribución se extiende desde Sudáfrica hasta Eritrea.

## Subespecies
Se reconocen las siguientes:
- H. parvula ivori Thomas, 1919
- H. parvula mimetra Thomas, 1926
- H. parvula nero Thomas, 1928
- H. parvula parvula (Sundevall, 1847)
- H. parvula ruficeps Kershaw, 1922
- H. parvula undulatus (Peters, 1852)
- H. parvula varia Thomas, 1902